# Cyphophthalmus
Genre
Synonymes
- Tranteeva Kratochvíl, 1958

Cyphophthalmus est un genre d'opilions cyphophthalmes de la famille des Sironidae.

## Distribution
Les espèces de ce genre se rencontrent en Europe dans les Balkans et en Turquie.

## Liste des espèces
Selon World Catalogue of Opiliones (08/04/2021) :
- Cyphophthalmus beschkovi (Mitov, 1994)
- Cyphophthalmus bithynicus (Gruber, 1969)
- Cyphophthalmus conocephalus Karaman, 2009
- Cyphophthalmus corfuanus (Kratochvíl, 1938)
- Cyphophthalmus duricorius Joseph, 1869
- Cyphophthalmus eratoae (Juberthie, 1968)
- Cyphophthalmus ere Karaman, 2008
- Cyphophthalmus gjorgjevici (Hadži, 1933)
- Cyphophthalmus gordani Karaman, 2009
- Cyphophthalmus hlavaci Karaman, 2009
- Cyphophthalmus klisurae (Hadži, 1973)
- Cyphophthalmus kratochvili Karaman, 2009
- Cyphophthalmus markoi Karaman, 2008
- Cyphophthalmus martensi Karaman, 2009
- Cyphophthalmus minutus (Kratochvíl, 1938)
- Cyphophthalmus montenegrinus (Hadži, 1973)
- Cyphophthalmus neretvanus Karaman, 2009
- Cyphophthalmus noctiphilus (Kratochvíl, 1940)
- Cyphophthalmus nonveilleri Karaman, 2008
- Cyphophthalmus ognjenovici Karaman, 2009
- Cyphophthalmus ohridanus (Hadži, 1973)
- Cyphophthalmus paradoxus (Kratochvíl, 1958)
- Cyphophthalmus paragamiani Karaman, 2009
- Cyphophthalmus rumijae Karaman, 2009
- Cyphophthalmus serbicus (Hadži, 1973)
- Cyphophthalmus silhavyi (Kratochvíl, 1938)
- Cyphophthalmus solentiensis Dreszer, Rađa & Giribet, 2015
- Cyphophthalmus teyrovskyi (Kratochvíl, 1938)
- Cyphophthalmus thracicus Karaman, 2009
- Cyphophthalmus trebinjanus Karaman, 2009
- Cyphophthalmus yalovensis (Gruber, 1969)
- Cyphophthalmus zetae Karaman, 2009

## Publication originale
- Joseph, 1869 : « Cyphophthalmus duricorius, eine neue Arachniden-Gattung aus einer neuen Familie der Arthrogastren-Ordnung entdeckt in der Luëger Grotte in Krain. » Berliner Entomologische Zeitschrift, vol. 12, p. 241-250 (texte intégral).